# Ruta Nacional A009 (Argentina)

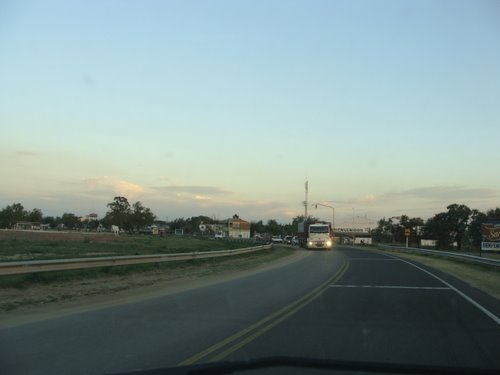
Vista de la ruta.

La Ruta Nacional A009 es una carretera argentina asfaltada, que se encuentra al noreste de la provincia de Santa Fe. En su recorrido de 12 kilómetros une Puerto Reconquista en la margen derecha del río Paraná con la Ruta Nacional 11 en el km 787, en la ciudad de Reconquista, en el Departamento General Obligado. El 17 de septiembre de 2009 el municipio local le impuso el nombre de Dr. Raúl Alfonsín.

## Gestión

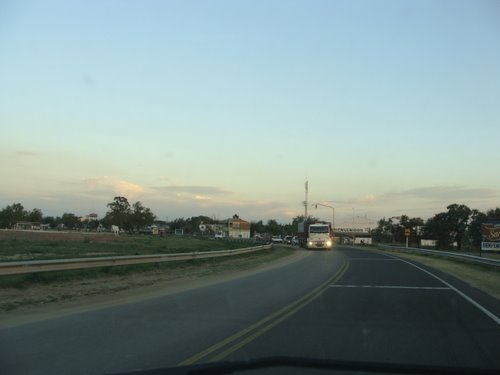
La ruta en cercanías de Puerto Reconquista.

En 1990 se concesionaron con cobro de peaje las rutas más transitadas del país, dividiéndolas en Corredores Viales.
De esta manera, en 1990 la empresa Servicios Viales se hizo cargo del Corredor Vial número 8, que incluye la totalidad de esta ruta. No hay cabinas de peaje.
En 2003 se vencían los contratos de concesión de los Corredores Viales, por lo que se modificó la numeración de los corredores viales y se llamó a nueva licitación.
El Corredor Vial número 3 está concesionado a la empresa Vial 3 e incluye la totalidad de esta ruta.